# Прохоров, Вениамин Алексеевич
Вениамин Алексеевич Прохоров (род. 1955, Иркутск) — актёр, председатель Читинского отделения СТД РФ, заслуженный артист Российской Федерации (1993).

## Биография
Окончил Иркутское театральное училище в 1975 году. С 1977 служит в Забайкальском краевом драматическом театре. Занимает должность председателя Читинского отделения СТД РФ с 1999 года. Награждён медалью «За заслуги перед Читинской областью» (2004).

## Основные роли в театре
- «Вызывается Крижевский» А. Гельмана, Г. Балуева — Крижевский
- «Цилиндр» Эдуардо Де Филиппо — Родольфо
- «Так оно было» А. Штейна — Он
- «Сирано де Бержерак» Э. Ростана — Сирано де Бержерак
- «Завтрак с неизвестными» В. Дозорцева — Старо
- «Вечер» А. А. Дударева — Мультик